# История на Сардиния
Природните условия правят Сардиния една от онези средиземноморски земи, върху чиято култура и история те оказват мащабно влияние. Според парижкия социогеограф Льо Лану историята на острова започва с неговата тектогенеза. Планините на острова създават условия за изолация на различните региони и предотвратяват образуването на хомогенно общество. Изолацията на острова особено в северната му част се увеличава и от недостъпните му брегове. Това намира отражение и в културната история на Сардиния поради контраста между планините на север с техните бедни почви и южните и северозападните хълмисти райони и плодородни низини.
През 7 в.пр.Хр. финикийците и гърците започват колонизация на острова. През 535 г.пр.Хр. Сардиния е завладяна от Картаген, а през 238 г.пр.Хр. – от Рим. Сред многочислените въстания на населението на острова против римското господство (3 – 2 в.пр.Хр.) най-голямото е през 178 г.пр.Хр. През 5 век Сардиния попада под властта на вандалите, през 6 – 7 век – на византийците, а през 8 век – на арабите. През 11 век арабите били прогонени от Сардиния с обединените усилия на Пизанската и Генуезката република, които след това водят дълга борба за преобладаващо влияние на острова. През 1326 г. Сардиния попада под властта на Арагонската династия, като испанското владичество продължава до 1708 г., когато в хода на Войната за испанското наследство островът преминава в ръцете на Австрия, съгласно подписания през 1714 г. Ращатски мирен договор. През 1720 г. по подписания Лондонски договор Сардиния е предадена на Савойската династия и става част от Сардинското кралство. През 1793 г. опитът на френската армия да завладее острова е отбит от населението. През периода на наполеоновото господство в Италия (от 1799 до 1814 г.) и пребиваването на Пиемонт в пределите на Франция кралете от Савойската династия се намират в Сардиния. Жителите на острова активно участват в борбата за обединението на Италия. Със създаването на обединената италианска държава през 1861 г. територията на Сардиния влиза в нейния състав и става един от регионите на страната..